# Columbus Open 1984
Il Columbus Open 1984 è stato un torneo di tennis giocato sul cemento. È stata la 14ª edizione del Columbus Open, che fa parte del Volvo Grand Prix 1984. Si è giocato a Columbus negli USA, dal 13 al 19 agosto 1984.

## Campioni

### Singolare
Brad Gilbert ha battuto in finale  Hank Pfister con il punteggio di 6–3, 3–6, 6–3

### Doppio
Sandy Mayer /  Stan Smith hanno battuto in finale  Charles Bud Cox /  Terry Moor con il punteggio di 6–4, 6–7, 7–5